# SC Südmark Wien
Sportclub Südmark was een Oostenrijkse voetbalclub uit de hoofdstad Wenen die van 1911 tot 1914 in de tweede hoogste klasse speelde. 

## Geschiedenis
De oprichtingsdatum van SC Südmark is niet meer bekend maar zou kort voor het allereerste officiële kampioenschap in 1911/12 zijn. De club werd in de 2. Klasse A ingedeeld. Het kampioenschap in die tijd was enkel toegankelijk voor clubs uit Wenen zelf. De kampioen van de tweede klasse promoveerde aanvankelijk niet automatisch naar de eerste klasse maar moest een eindronde spelen. In het tweede seizoen werd de promotie net gemist. Bij de winterstop stond de club nog op de derde plaats, achter Wacker en SC Donaustadt. In 1913/14 ging het echter een stuk slechter en werden slechts vier wedstrijden gewonnen wat een laatste plaats betekende met slechts één punt achterstand op Wiener Bewegungsspieler en twee punten op FC Sturm 07. Nadat de club uit de tweede klasse degradeerde werd ze ergens tijdens de Eerste Wereldoorlog opgeheven.